# Microtus miurus
Microtus miurus es una especie de roedor de la familia Cricetidae.

## Distribución geográfica
Se encuentra al noroeste de Norteamérica, incluyendo Alaska y el noroeste de Canadá.  